# مونيا أسود الوجه
مونيا أسود الوجه (الاسم العلمي: Lonchura molucca) (بالإنجليزية: Black-faced Munia)‏ هي نوع من الطيور تتبع جنس المونيا من فصيلة شمعية المنقار.